# Dyn'Aéro MCR4S
Dyn'Aéro MCR4S je štirisdeženo lahko športno letalo francoskega proizvajalca Dyn'Aéro. Razvito je bilo na podlagi dvoseda Dyn'Aéro MCR01. MCR4S se prodaja v kitu za amatersko sestavljanje. 
MCR4S ima T-rep pri katerem se premika celotna horizontalna površina ("povsem leteči rep").
Strukturo od MCR4S so uporabili tudi na brezpilotnem EADS Surveyor 2500.

## Specifikacije
Podatki iz Jane's All the World's Aircraft 2011/12
Splošne značilnosti
- Število sedežev: 4
- Dolžina: 6,72 m (22 ft 1 in)
- Razpon kril: 8,66 m (28 ft 5 in)
- Višina: 1,95 m (6 ft 5 in)
- Površina kril: 8,15 m2 (87,7 sq ft)
- Teža praznega letala: 320 kg (705 lb) (neopremljen)
- Maks. vzletna teža: 640 kg (1.411 lb) ; možno tudi do 750 kg
- Kapaciteta goriva: 120 litrov
- Pogon letala: 1 × Rotax 914 UL 4-valjni turbopolnjeni protibatni motor, propeler s konstantnimi vrtljaji, 84,6 kW (113,5 hp)

Zmogljivost
- Maks. hitrost: 320 km/h (199 mph; 173 kn)
- Potovalna hitrost: 287 km/h (178 mph; 155 kn) economical
- Hitrost pri porušitvi vzgona: 83 km/h (52 mph; 45 kn) flaps down
- Doseg: 1.846 km (1.147 mi; 997 nmi) z maks. gorivom
- g-omejitev: +3,8/-1,5
- Hitrost vzpenjanja: 4,6 m/s (910 ft/min)